# Tamil Nadu
Tamil Nadu este unul dintre cele 28 de state ale Indiei. Capitală și cel mai mare oraș este Chennai. Tamil Nadu se află în partea de sud a subcontinentului indian și se învecinează cu teritoriul unional Puducherry și statele sud-indiene Kerala, Karnataka și Andhra Pradesh. Este delimitat de Gații de Est la nord, de Munții Nilgiri, Colinele Meghamalai și Kerala la vest, de Golful Bengal la est, de Golful Mannar și de Strâmtoarea Palk la sud-est și de Oceanul Indian la sud.
Statul are o frontieră maritimă cu insula și țara Sri Lanka.

## Istoric
Regiunea a fost stăpânită de mai multe imperii, inclusiv de cele trei mari imperii - imperiile Chera, Chola și Pandya, care și-au lăsat amprenta asupra bucătăriei, culturii și arhitecturii regiunii. După căderea Regatului Mysore, stăpânirea colonială britanică din perioada modernă a condus la emergența în calitate  de centru regional a lui Chennai, cunoscut atunci sub numele de Madras. Statul Tamil Nadu din prezent a luat ființă în 1956 după reorganizarea statelor federale pe criterii lingvistice. În stat se găsesc o serie de clădiri istorice, locuri de pelerinaj multi-religioase, resorturi montane și trei situri de patrimoniu mondial.

## Descriere
Tamil Nadu este al zecelea stat indian după suprafață cu 130.058 km și al șaselea ca populație cu 72.147.030 locuitori. Economia din Tamil Nadu este a doua din India, cu un produs intern brut de 260 miliarde de dolari americani și cu un PIB pe cap de locuitor de 3100 de dolari americani. Se situează pe locul 11 dintre statele indiene conform indicelui dezvoltării umane. Tamil Nadu este cel mai urbanizat stat din India și unul dintre cele mai industrializate state; sectorul manufacturier reprezintă mai mult de o treime din PIB-ul statului. Limbă oficială este tamila, care este una dintre cele mai longevive limbi clasice din lume. 